# Химик (футбольный клуб, Семилуки)
«Химик» — советский футбольный клуб из Семилук. Основан не позднее 1984 года. Команда представляла Семилукский завод бытовой химии.
Команда провела два сезона на уровне команд мастеров: в 1989 году во Второй союзной лиге, в 1990 году во Второй низшей лиге СССР.

## Достижения
- Во Второй лиге СССР — 21-е место в зональном турнире (1989)
- Серебряный призер зоны «Юг» чемпионата РСФСР среди кфк (1988)
- Серебряный призер чемпионата Воронежской области (1987)
- Бронзовый призер чемпионата Воронежской области (1986)

## Известные игроки
- Пывин, Игорь Вячеславович;
- Ремезов, Геннадий Викторович;
- Смирнов, Геннадий Михайлович.